# Horacio Baliero
Horacio Raimundo Baliero (San Isidro, 15 de marzo de 1927-Buenos Aires, 26 de febrero de 2004), conocido también como Bucho Baliero, fue un arquitecto y docente argentino representante de la vanguardia funcionalista de su país en la década de 1950. Algunas de sus grandes obras realizadas junto a Carmen Córdova han sido el Cementerio Parque y el Cementerio Israelita en Mar del Plata y el Colegio Nuestra Señora de Luján en la Ciudad Universitaria de Madrid. En 2004, este último fue incorporado al registro internacional del DOCOMOMO (International Committee for DOcumentation and COnservation of buildings, sites and neighbourhoods of the MOdern MOvement). Fue también distinguido como Patrimonio Arquitectónico de la ciudad de Madrid conjuntamente por la Fundación Colegio Oficial de Arquitectos de Madrid y la Fundación Caja Madrid.

## Biografía
Nació el 15 de marzo de 1927 en San Isidro, provincia de Buenos Aires. Estudió arquitectura en la Facultad de Arquitectura y Urbanismo de la Universidad de Buenos Aires, conformando hacia 1950 la Organización de Arquitectura Moderna (OAM) junto con varios adherentes al Movimiento Moderno, aún rechazado por el cuerpo docente en la facultad. Integrado junto a Francisco Bullrich, Juan Manuel Borthagaray, Jorge Goldemberg y quien más tarde fue su esposa y compañera de trabajo, Carmen Córdova, entre otros. Con ellos compró una casona en la calle Cerrito junto al Palacio Ortiz Basualdo, y publicó la revista Nueva Visión, siendo su director.
Recibido en 1953, fue docente en la FAU entre 1963 y 1966, cuando se estableció la dictadura autodenominada Revolución Argentina aplicando una fuerte represión en la UBA, ante lo cual se dio una fuga de cerebros en la Argentina. Baliero regresó a la enseñanza en 1983, transformándose dos años más tarde en profesor titular de una cátedra en la materia Diseño de la carrera de Arquitectura en la UBA.

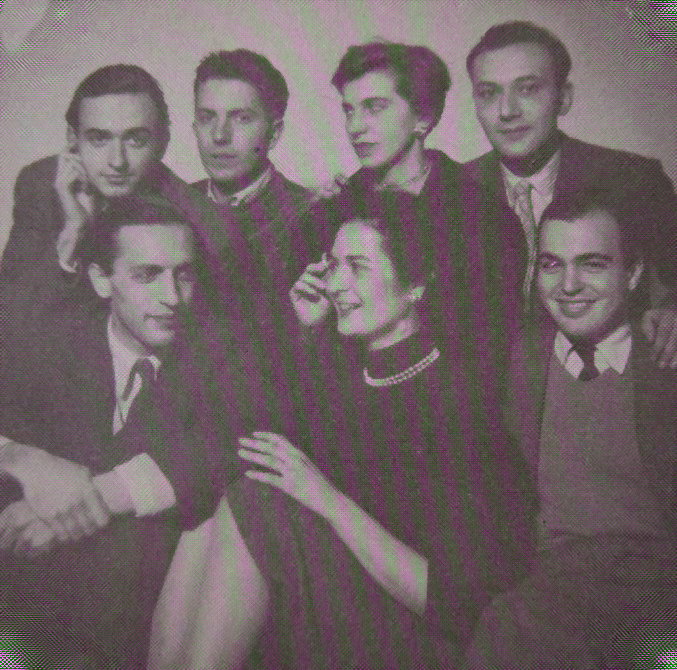
Baliero como parte del Grupo OAM en 1953. Abajo, a la izquierda.

Trabajó extensivamente con su esposa Carmen Córdova, y en varias ocasiones con Ernesto Katzenstein, aunque no formó un único equipo a lo largo de su vida, participando junto con diversos arquitectos en cada obra. En 1961, en colaboración con Córdova, ganó el concurso de proyectos para el Cementerio Parque de Mar del Plata; y en 1964 el del Colegio Nuestra Señora de Luján en Madrid (España). Más tarde, diseñó una serie de sucursales del Banco Galicia en distintos barrios de Buenos Aires y en Mar del Plata. Por otra parte, proyectó una gran cantidad de edificios de departamentos y de casas particulares, además de country clubs en las afueras de Buenos Aires.
Falleció el 26 de febrero de 2004 a los setenta y seis años, víctima de una grave enfermedad detectada apenas un año antes.

## Distinciones
Además de los concursos ganados  y los reconocimientos internacionales a sus obras, se destacan:
- 1996 - Premio del Fondo Nacional de las Artes
- 2002 - Premio Konex de Platino - Arquitectura: Quinquenio 1992-1996
- 2002 - Premio Konex - Diploma al Mérito - Arquitectura: Quinquenio 1992-1996

Desde 2005 la sala de exposiciones de la Facultad de Arquitectura, Diseño y Urbanismo de la Universidad de Buenos Aires (FADU-UBA),  lleva su nombre. Inaugurada con la muestra, Horacio Baliero, Diamante Pulido, realizada previamente en el Centro Cultural Recoleta, curada por el arquitecto Néstor Julio Otero y con textos de Álvaro Arrese, Víctor Bossero, Juan Manuel Borthagaray, Eduardo Leston y Justo Solsona. 

## Publicaciones
Sus proyectos y obras han sido publicados en La Prensa, La Nación, Clarín, Summa, Nueva Visión, Información Argentina, Hebraica, SHA de Argentina, Casabella de Italia, Temas de Arquitectura y Urbanismo de España, Mundo Hispánico de España, 1984, número especial de Summa sobre la obra de Baliero y Katzenstein.
Además, han sido publicados en los libros:
- “Arquitectura Argentina” de Francisco Bullrich, Ed. Nueva Visión 1966.
- “Arquitectura Latinoamericana” de F. Bullrich, Editorial Sudamericana, 1969.
- “Viviendas unifamiliares”, Editorial Librería Técnica, 1976.
- “Guía de Arquitectura de Madrid”, 1975.
- “Arquitectura Latinoamericana”. Barcelona 1994

Como director de equipo de investigación sobre la vivienda de interés social en la Argentina, para la SEDUV, dirigió la publicación del libro “Del Conventillo al Conjunto Habitacional”.Fue el autor del libro: “Arquitectura. La Mirada desde el Margen”, 1993.
En 2006, la Universidad de Buenos Aires, editó el libro “Baliero. Una recopilación de sus obras y sus ideas”, acompañada por comentarios del propio “Bucho” Baliero, realizados en distintas conferencias y escritos.

## Concursos realizados

### Premios en Concursos Nacionales de Anteproyectos
- 3º Premio: Sede de la Cámara Argentina de la Construcción, Buenos Aires, 1950.
- 2º Premio: Hoteles en Misiones (en colaboración con Carmen Córdova), 1956.
- 3º Premio: Hosterías en Misiones (en colaboración con Carmen Córdova), 1956.
- 2º Premio: Hosterías en Misiones (en colaboración con Carmen Córdova), 1956.
- 1º Premio: Cementerio Parque Mar del Plata, Pcia de Buenos Aires, 1961.
- 2º Premio: Ciudad Universitaria de Córdoba (en colaboración con Carmen Córdova), 1962.
- 2º Premio: Hotel en Cipolletti, Río Negro, 1962 (Elegido para realizar el proyecto).
- 1º Premio: Colegio Ntra. Sra. de Luján en Madrid (en colaboración con C. Córdova), 1964.
- 4º Premio: Auditorio Ciudad de Buenos Aires (en colaboración con C. Córdova), 1972.
- 3º Premio: Embajada Argentina en Asunción, Paraguay (en colaboración con C. Córdova), 1971.
- 4º Premio: Museo del Cemento, Olavarría (en colaboración con C. Córdova y E. Katzenstein), 1973.
- 1º Premio: Planificación de Laguna de los Padres, Pcia Buenos Aires (en colaboración con C. Córdova y E.Katzenstein), 1973.
- 1º Premio: Concurso Country Club SHA, Pilar, 1963.
- 1º Premio: Concurso Country Club Adelante, Moreno, Pcia de Buenos Aires, 1987.

### Concursos privados
- 3º Premio: Country Club MACABI, 1974.
- 1º Premio: Country Club SHA, Pilar, 1963 (construido).
- 1º Premio: Country Club Adelante, Moreno, Pcia Buenos Aires, 1987.
- Mención: Centro de Deportes y de recreación, Universidad Argentina de la Empresa, 2001.

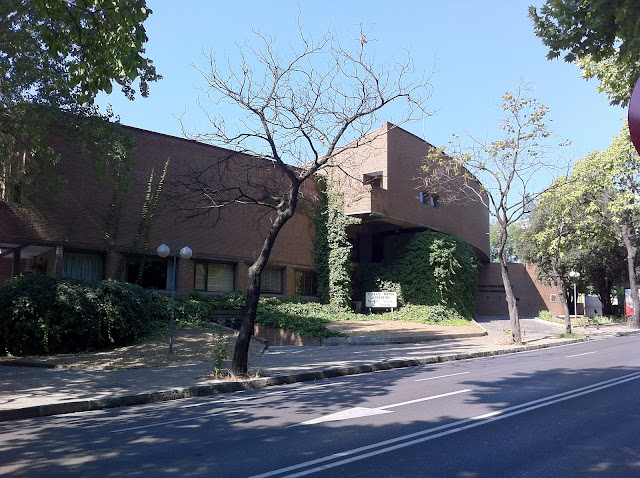
Colegio Nuestra Señora de Luján

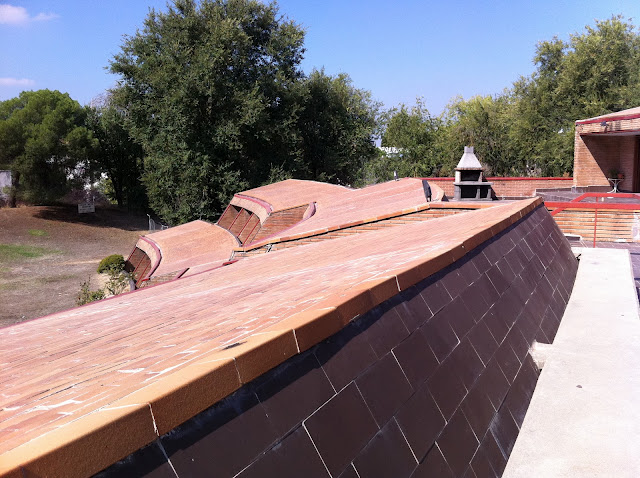
Terraza del Colegio Nuestra Señora de Luján.

## Obras
- Local EMA Remington en Avellaneda, Pcia Buenos Aires.
- Galería Kray, Viamonte 565, Capital Federal.
- Ampliación oficinas Casa Bullrich.
- Oficinas y depósitos Editorial Nueva Visión, Tucumán 3744, Capital Federal.
- Oficinas y locales comerciales Maipú 726, Capital Federal.
- Local de ventas y oficinas Textil Lima Cochabamba, Capital Federal.
- Tejeduría Flores.
- Edificio para IBM Catalinas, Capital Federal (Asociado al Estudio M.R. Álvarez y asociados)
- Establecimiento Industrial EMSI Boulogne, Pcia de Buenos Aires.
- Ampliación fábrica Tecnomadera en Hurlingham, Pcia Buenos Aires.
- Edificio Tienda San Juan en Salta, Pcia de Salta.
- Banco de Baradero en Baradero, Pcia Buenos Aires.
- Banco de Galicia, Sucursal Gerli.
- Banco de Galicia, Sucursal Mataderos.
- Banco de Galicia, Sucursal Villa Crespo.
- Banco de Galicia, Sucursal Martínez.
- Banco de Galicia, Sucursal Mar del Plata.
- Colegio Nuestra Señora de Lujan en Madrid, España.
- Sede Social Israelita de Salta, Pcia de Salta.
- Estudios y realizaciones de diseños para el Estudio OAM.

### Urbanismo
- Integrante del equipo Técnico del Plan de Remodelación del Barrio Sur, contratado por el Banco Hipotecario Nacional, bajo la dirección del Arq. Antonio Bonet (1958).
- Estudios de Prototipos para el Plan de Viviendas del Banco Hipotecario Nacional, bajo la Dirección del Arq. Antonio Bonet (1958).
- Proyecto de 155 viviendas en Centenario, Neuquén, para el Ministerio de Bienestar Social de la Pcia de Neuquén (1969) (con los arquitectos Carmen Córdova y Alberto Casares).
- Proyecto del Barrio Rufino Inda en Mar del Plata, Pcia Buenos Aires.
- Centro Parque Industrial Pilar, Pilar, Pcia Buenos Aires.
- Complejo Turístico y Country SHA, km 51 ruta 8, Pilar, Pcia Buenos Aires.
- Complejo Natatorio y Restaurante al abierto SHA km 51 ruta 8, Pilar, Pcia de Buenos Aires.
- Conjunto SHEMESH 78 viviendas Country SHA Pilar, Pcia de Buenos Aires.
- Country Club El Tambo, Pilar, Pcia de Buenos Aires.
- Country Club Martindale, Pilar, Pcia Buenos Aires.
- Country Club Adelante, Moreno, Pcia de Buenos Aires.
- Cementerio Israelita de Mar del Plata, Mar del Plata, Pcia de Buenos Aires.
- Cementerio Parque Mar del Plata, Mar del Plata, Pcia de Buenos Aires.
- Edificio Colegio Mayor Argentino, Madrid, España.
- Puerto Curioso, Centro de Ciencia y Técnica para Niños Costanera Sur, Capital.
- Country Club en Colonia, Colonia, Rep. Oriental del Uruguay.

### Vivienda colectiva
- Departamentos y locales comerciales, Av. Alvear y Ayacucho, Buenos Aires.
- Departamentos y locales comerciales, Parera y Guido, Buenos Aires.
- Departamentos y locales comerciales, Talcahuano 1278, Buenos Aires.
- Departamentos y locales comerciales, Rodríguez Peña 1416, Buenos Aires.
- Departamentos y locales comerciales, Montevideo 1480, Buenos Aires.
- Departamentos y locales comerciales, Av. Las Heras y Montevideo, Buenos Aires.
- Departamentos, Viamonte 480, Buenos Aires.
- Departamentos y locales comerciales, Defensa y Carlos Calvo, Buenos Aires.
- Departamentos, Paraná 1247, Buenos Aires.
- Departamentos, Caseros 1778, Salta, Pcia de Salta.
- Departamentos, Pasaje Dellepiane 661, Buenos Aires.
- Departamentos, Sargento Cabral 830, Buenos Aires.
- Departamentos en torre, Montañeses 1951, Buenos Aires.
- Conjunto Alto Palermo, (Asociado al estudio M.R. Álvarez).

### Vivienda iindividual
- Casa Flia Polledo, Country Club Golf Club, km. 41 Ruta 8.
- Casa Schjaer Aguilar, Hurlingham, Pcia Buenos Aires.
- 4 casas, Punta del Este (ROU).
- Casa Castro Valdés, Catamarca, Pcia de Catamarca.
- Casa Castro Valdés, Barrancas de San Isidro Pcia Buenos Aires.
- Casa Polisuk, Calle Bolivia 1256, Buenos Aires.
- Casa Soko, Gualeguaychú 3449, Villa Devoto.
- Casa Soko II, Pinamar, Pcia de Buenos Aires.
- Casa Aranguren, Country Club La Martona, Pcia Buenos Aires.
- Casa Pérez Valverde, Country Club La Martona, Pcia Buenos Aires.
- Casa Moore Napaleufú, Pcia de Buenos Aires.
- Casa Dr Griffa, 25 de Mayo, Pcia Buenos Aires.
- Casa Polisuk, Las Heras, Pcia Buenos Aires.
- Casa en Punta Piedras, Punta del Este (ROU).
- Casa Fernández Oks, Colonia (ROU).
- Casa en Colonia, Casa Susevic.
- Casa en La Benquerencia, San Miguel del Monte, 2002 (en proyecto).

### Diseño industrial
Entre las obras de diseño industrial realizadas por Bucho Baliero, se incluyen el Sillón Madrid,  uno de los mayores representantes del diseño argentino de la década del 50 y 60. Fue diseñado para el Colegio Mayor Nuestra Señor de Madrid, de España. Compuesto de una metálica terminada en cromado, más funda tapizada en cuero, este sillón tiene la particularidad de repetir en su estructura la misma resolución que tiene el edificio para el que fue diseñado (desde un anillo perimetral de mampostería caen gajos del techo, en el caso del sillón, de un anillo perimetral de acero caen gajos de cuero que conforman el respaldo). Actualmente es producido por la empresa Manifesto.
Otro ejemplo es el sillón apilable que diseñó Baliero en los años 50, en hierro y mimbre, reproducido 2002 para la muestra del Centro Cultural Recoleta, Horacio Baliero, Diamante Pulido.

## Actividad académica
- Profesor Adjunto de Composición Arquitectónica, FAU, UBA 1963-1966.
- Profesor Asociado de Diseño Arquitectónico, Facultad de Belgrano, 1981-1985.
- Profesor Titular Interino, FAU, UBA, 1983-1985.
- Profesor Titular, por concurso, 1986 hasta su muerte.[3] Actualmente la cátedra se denomina Ex-Baliero (Urdamiplleta-Rizzo-Montaner.)
- Profesor de Posgrado, FAU, UBA, 1986.
- Director Departamento de Arquitectura, FADU, UBA, 1983-1989.
- Jurado Concurso de Arquitectura. Universidad de Mar del Plata, 1987.
- Curso Octubre/Noviembre Facultad de Arquitectura de Rosario, 1993.
- Jurado Concurso para Profesores FADU 1995.